# 2021年世界ジュニアカーリング選手権大会
世界ジュニアカーリング選手権大会2021 (英語: World Junior Curling Championships 2021、略語: WJCC2021) は、2021年2月18日から2月28日まで中国の北京で開催される予定であった世界ジュニアカーリング選手権である。

## 概要
この大会は、2022年北京オリンピックおよびパラリンピックにおけるカーリング競技のテスト大会と位置付けられ、2022年北京オリンピックのカーリング競技の会場である氷立方 (旧北京国家水泳センター) において男女各10か国が参加して開催される予定であったが、新型コロナウイルス感染症の世界的流行のため開催することが困難であるとして中止となった。